# Гіпоманія
Гіпоманія (грец. ὑπο — «під, нижче» + грец. μανία — манія «пристрасть, божевілля», буквально «під манією» або «менше, ніж манія») — одна з форм маніакального епізоду (поруч із манією з психотичними ознаками або без них), яка, на відміну від манії, характеризується меншим порушенням психосоціального функціонування. Розлад характеризується стійким м'яким підйомом настрою, підвищеною енергією та активністю (енергійністю), і, як правило, відзначається почуттям добробуту і фізичної та психічної продуктивності. Ця помірно виражена форма манії — так заведено називати легкий ступінь вираженості психопатологічних симптомів маніакального стану, супроводжується лише незначними змінами поведінки та настрою, без появи галюцинацій та марення, проте триває довгий час та має виражені симптоми. Найхарактернішими ознаками гіпоманії є роздратований або підвищений настрій, виражена балакучість та підвищена потреба у спілкуванні, підвищена сексуальна активність, порушення уваги, підвищена рухова активність. Головною відмінністю гіпоманії від манії є відсутність ознак психозу (манії величі, галюцинацій), відсутність вираженого збудження та різко вираженої дезорганізації поведінки та без вираженої соціальної дезадаптації хворих. Є клінічним синдромом при деяких психічних розладах.

## Етіологія
Етіологічні фактори розвитку гіпоманії різноманітні, та включають до себе наступні причини: органічні ураження головного мозку, хронічні стреси та постійне нервове напруження, тривале дотримання низькокалорійної дієти без медичних показів, різка відміна антидепресантів, зловживання наркотичними препаратами або безконтрольний прийом психолептичних препаратів (сероквелю, галоперидолу, карбамазепіну та інших лікарських препаратів), надмірне вживання тонізуючих та енергетичних напоїв або стимулюючих настоїв і екстрактів, гормональні порушення — клімакс, післяпологова депресія та гіпертиреоз. Частину випадків розвитку гіпоманії пов'язуються із спадковою схильністю до таких захворювань унаслідок перенесених раніше психологічних травм. У деяких випадках причину розвитку гіпоманії встановити не вдається, у цьому випадку встановлюється діагноз ідіопатичної гіпоманії.

## Класифікація
Гіпоманію класифікують за вираженістю клінічної картини, характеру перебігу та переважання відповідних симптомів захворювання.
За вираженістю клінічної картини гіпоманію поділяють на чисту — форму з яскраво вираженою клінічною картиною захворювання, та приховану — гіпоманія перебігає у латентній формі, часто поєднується з іншими захворюваннями, що утруднює постановку правильного діагнозу. На початку інфекційно-токсичного шоку, який може ускладнити перебіг багатьох тяжких інфекційних хвороб, чи септичного, чи опікового або інших видів шоку можлива короткочасна еректильна фаза, яка перебігає як гіпоманіакальний стан з ейфорією.
За характером перебігу гіпоманію поділяють на ремітуючу — хвилеподібний перебіг захворювання із частими змінами активного перебігу захворювання на стадію тривалої ремісії із повторним загостенням захворювання, континуальну — форма захворювання із короткою або відсутньою фазою ремісії, та змішану — форму, при якій спостерігаються ознаки обох інших форм захворювання.
За переважанням окремих симптомів захворювання гіпоманію поділяють на просту, роздратовану або експансивну, кверулянтну та дисфоричну.

## Клінічні ознаки
Характерними ознаками гіпоманії є роздратованість або підвищений настрій у людини, який утримується протягом не менш ніж 4 доби, та нехарактерний для тих обставин, у яких перебуває дана особа; надмірна балакучість у поєднанні зі швидким темпом мовлення; надмірна активність людини у поєднанні зі зниженням зосередженості та частим відволіканням від мети розмови або діяльності; знижена потреба людини у сні; підвищена потреба у спілкуванні в поєднанні з надмірною фамільярністю; безвідповідальна, аморальна або нерозсудлива поведінка хворих; надмірна тривожність; підвищена сексуальність особи; підвищена потреба в їжі (рідше анорексія).
При розвитку гіпоманії на фоні ендокринологічних захворювань до симптомів захворювання можуть приєднуватися гарячка, тремор кінцівок, зниження гостроти зору, підвищене потовиділення, порушення менструального циклу, безпричинне збільшення маси тіла. На фоні гіпертиреозу в хворих може також спостерігатися екзофтальм і симптом Грефе.
У дітей гіпоманія може проявлятися гіперактивністю, імпульсивністю, надмірною жорстокістю щодо однолітків або тварин, порушеннями сну, підвищеною потребою в їжі, загальмованістю в рухах і мові. Клінічна картина гіпоманії в дітей часто погано виражена, що призводить до пізнього звернення батьків до психіатра та пізнього початку лікування захворювання. У дітей дошкільного та молодшого шкільного віку можна думати про гіпоманіакальний стан тільки в тих випадках, коли підвищений настрій з ейфорією і грубими порушеннями поведінки залишається тривалий час. Може виявлятися руховим розгальмуванням, метушливістю, неслухняністю, впертістю, багатомовністю.
Симптоматика гіпоманіакальних станів характеризується захопленим ставленням хворих до навколишнього, емоційною лабільністю, легкодухістю, можливі виникнення надцінніх ідей із приводу свого здоров'я, позивальництво, підвищена дратівливість, схильність до конфліктів. Тривалість цих станів різна. Частіше спостерігаються монополярні напади. Нерідко на тлі афективних розладів відбувається зловживання алкоголем.
Гіпоманія проявляється в активній діяльності (гіпертимія), любові до частих змін у роботі, нестійкості та поверховості інтересів, тому така якість як допитливість стає просто необхідною для пошуків нових вражень та зацікавлень. У цьому стані хворі нагадують веселих, завзятих, компанійських, діловитих хоча і дещо розкиданих у своїй діяльності людей.
Щоправда, хоч і гіпоманія є патологічним станом психіки людини, проте на основі тривалих досліджень ученими доведено, що деяка частка гіпоманіакальності є в абсолютно психічно здорових людей, проявом якої в таких осіб є лише підвищена продуктивність праці, підвищена працездатність. Характерними є періоди гіпоманії у творчих особистостей (зокрема письменників і композиторів), щоправда, після яких наставав період вигорання. Бажання збільшити період творчого натхнення стимулюванням себе алкоголем або наркотиками призводило в таких осіб до ще більшої тривалості періодів депресії та творчого застою.

## Лікування
У лікуванні гіпоманії найчастіше застосовуються препарати літію, карбамазепін, седативні препарати, антидепресанти. Застосування антипсихотичних препаратів (зокрема, сероквелю або галоперидолу) проводиться у виключних випадках. Хворим також рекомендується відвідування психотерапевтичних сеансів (як індивідуальних, так і групових).

## Гіпертимія
Гіпертимія або гіпертимний темперамент — це афективний темперамент з рівнем активності вище середнього. Це менш виражена форма гіпоманії. Темперамент визначається як вираження активності та енергетичних рівнів організму, настроїв або ритмів, які є стабільними в часі та біологічно зумовленими. На відміну від особистості, темперамент не матить в собі набуті та міжособистісні елементи.

### Опис
Гіпертимний темперамент характеризується вищим за середній базовим рівнем енергії та оптимізму, а також зниженою потребою у сні. Він характеризується стабільним вираженням поведінки, подібної до гіпоманії, протягом усього життя. Цей темперамент може бути компонентом спектра біполярних розладів, а сам по собі входить до діагностичної групи афективних розладів або розладів настрою.
Гіпертимний темперамент може бути пов'язаний з такими компонентами особистості, як відкритість, екстраверсія, прагнення до відчуттів або наполегливість. Хагоп Акіскал, психіатр (професор Каліфорнійського університету в Сан-Дієго) і дослідник, пропонує кілька ознак гіпертимного темпераменту: за його словами, гіпертимічні люди «балакучі, невтомні, екстравертовані, гіперактивні, легкі в спілкуванні, мають безліч проєктів на думці і шукають всілякої стимуляції».

### Історія
У 1921 році доктор Еміль Крепелін підкреслив важливість афективних темпераментів у клініці біполярних розладів. Згодом він же разом з Ернстом Кречмером (1936) представили чотири типи афективного темпераменту: депресивний темперамент, маніакальний (або гіпертимний) темперамент, дратівливий темперамент і циклотимічний темперамент. У 1980-х роках доктор Хагоп Акіскал підхопив тезу про те, що ці чотири темпераменти слугують основою для розвитку афективних розладів, і пізніше включив їх у поняття біполярного спектра.

### Діагноз
Афективний темперамент можна оцінити в клінічній практиці та в дослідженнях за допомогою інструментів оцінки TEMPS (англ. Temperament Evaluation of Memphis, Pisa, Paris and San Diego).

### Поширеність
Огляд літератури 2012 року, що включав дослідження, проведені в 7 країнах за участю 5170 осіб, показав, що 11,8% чоловіків і 10,6% жінок мають гіпертимний темперамент.